# Lokasenna

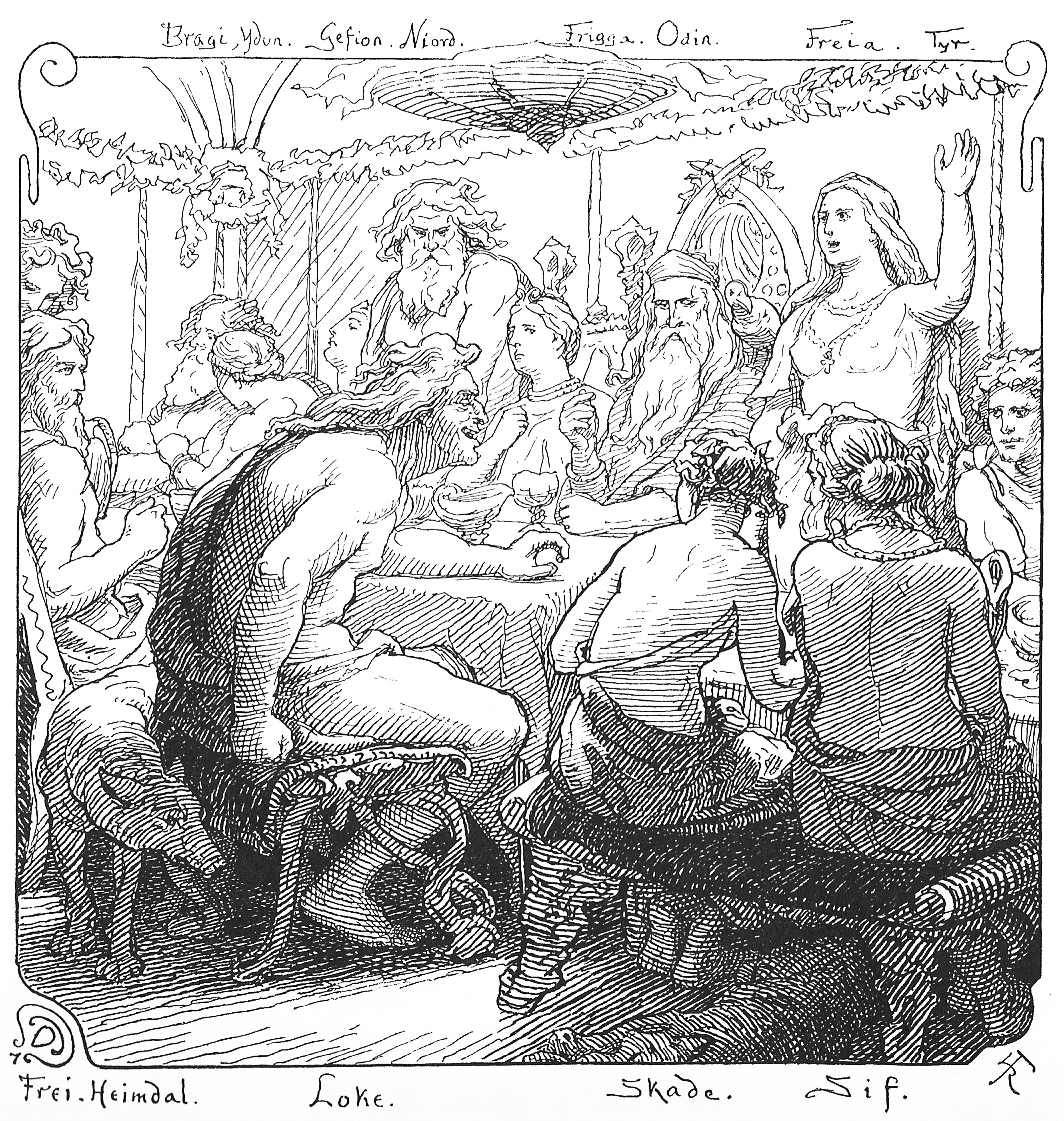
Loki se querellant avec les dieux, illustration réalisée par Lorenz Frølich en 1895.

Lokasenna (« la querelle de Loki », en vieux norrois) est un poème de l'Edda poétique. Le poème présente une querelle en vers entre Loki et les dieux de la mythologie nordique. Loki accuse, entre autres, les dieux de manquer de morale du point de vue de leurs mœurs sexuelles, de pratiquer le Seiðr et d'être biaisés. Ces allégations qui ne sont pas très sérieuses ont tout de même abouti au Ragnarök, dans le poème Völuspá. Toutefois, Lokasenna ne mentionne pas directement l'enchaînement de Loki à la suite de l'assassinat de Baldr ; ce qui est explicitement écrit dans l'Edda en prose de Snorri Sturluson. 

## Intrigue
Le contexte du poème est un festin donné par le dieu de la mer Ægir. Thor n'assista pas au festin, mais son épouse Sif était présente à sa place tout comme pour Bragi et son épouse Idunn. Týr qui n'avait déjà qu'une seule main depuis l'épisode de l'enchaînement du fils de Loki, le loup Fenrir, était présent. Njörd et son épouse Skadi ainsi que Freyr et Freyja assistaient au festin tout comme Vidar, le fils d'Odin. De plus, plusieurs autres Ases et Vanes assistaient au festin en plus de nombreux elfes. Les servant d'Ægir, Fimafeng et Eldir, s'occupèrent de la tâche de souhaiter la bienvenue aux invités. Loki était jaloux de la gloire portée sur ces deux servants et tua Fimafeng. Les dieux se fâchèrent et sortirent Loki du manoir, puis, ils retournèrent à leur ripaille. À son retour, Loki rencontra Eldir. Il le menaça et le força à lui révéler ce dont parlaient les dieux. Eldir lui répondit qu'ils parlaient de leur force en armes et qu'il n'était pas le bienvenu. Ensuite, Loki entra dans le manoir après avoir proféré des insultes à l'endroit d'Eldir. Le silence se fit. Puis, Loki réclama que les règles d'hospitalité soient respectées. Il demanda un siège et une bière. Bragi lui répondit qu'il n'était pas le bienvenu. Loki demanda l'accomplissement d'un ancien serment prêté à Odin à ce qu'ils devaient boire ensemble. Odin demanda à son fils, Vidar, de faire une place pour Loki. Vidar se leva et servit à boire à Loki. Avant de boire, ce dernier porta un toast aux dieux, mais, ostensiblement, il omit Bragi. Ce dernier lui offrit un cheval, une bague et une épée pour l'amadouer. Cependant, Loki chercha la bagarre et insulta Bragi en le questionnant sur son courage. Bragi eut pour réponse qu'il serait impoli de se battre dans le manoir d'un hôte, mais, qu'une fois à Ásgard, les choses seraient différentes. Idunn, l'épouse de Bragi, le retint et Loki l'insulta sur sa perte de sexualité. Gefjon fut la suivante à parler et Loki redirigea sa colère contre elle. Ensuite, Odin essaya de prendre la situation sous son contrôle tout comme le firent tour à tour Freyja, Njörd, Týr, Freyr et Byggvir. L'échange entre Odin et Loki fut particulièrement virulent. En fait, Thor s'en mêla et ne put être apaisé ou retenu. Alternant avec les insultes de Loki, il répéta à quatre reprises qu'il utiliserait son marteau pour le frapper à la tête s'il continuait. Avant de partir, Loki répondit qu'il quittait le manoir seulement en raison de Thor, car il était le seul dieu dont il avait peur.

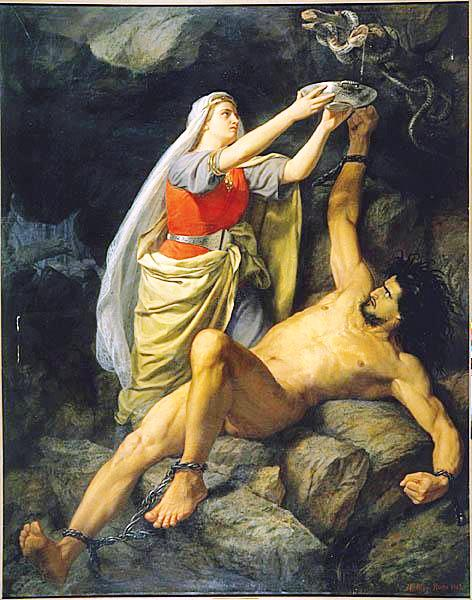
Sigyn aidant Loki enchaîné, réalisée par Mårten Eskil Winge en 1890.

Finalement, il y a une courte partie en prose qui décrit l'histoire de Loki enchaîné. Celui-ci est poursuivi par les dieux. Il est finalement attrapé après une tentative échouée de se travestir en saumon. Son fils Nari est tué tandis que Narfi, son autre fils, se change en loup. Les entrailles de Vali furent utilisées afin d'enchaîner Loki à trois pierres au-dessus desquelles Skadi attacha un serpent afin qu'il laisse tomber son venin sur Loki. Sigyn, l'épouse de Loki, demeura à ses côtés avec un bol afin de recueillir le venin. Cependant, à chaque fois qu'elle devait vider le bol, le venin tombait sur Loki qui se tordait à l'agonie. Il est dit que ses frémissements causaient des tremblements de terre.